# Hymne des Montagnards aux Jacobins
L'Hymne des Montagnards aux Jacobins ou Hymne montagnard aux Jacobins, ou Hymne montagnarde aux Jacobins, est une chanson écrite en 1793 au cours de la Révolution française, chantée sur l'air de La Marseillaise.
Elle a été écrite par Picot-Belloc, un ancien garde du corps du roi sous Louis XVI, devenu commissaire des guerres sous la Révolution,,. Il l'a chantée lors d'une fête à Saint-Girons célébrée dans le cadre de la guerre de Vendée.

## Interprète
Francesca Solleville dans l'album Musique, citoyennes !, disque 33 tours sorti pour le bicentenaire de la Révolution en 1989. Distribution Carrere, production Chantons 89 WH. n°66586 CA 272.